# Bataille de Moku'ōhai
Unification d'Hawaï
La bataille de Moku'ōhai, menée en 1782 sur l'île d'Hawaï, fut une bataille clé dans les premiers jours des guerres de Kamehameha Ier pour conquérir les îles hawaïennes. C'était sa première grande victoire, renforçant son leadership sur une grande partie de l'île.

## Contexte
Après la mort du roi Kalaniopu'u au printemps 1782, sa famille emmena sa dépouille au mausolée royal connu sous le nom de Hale o Keawe dans l'important temple religieux Puʻuhonua o Hōnaunau. Alors que le fils de Kalaniopu'u, Kīwalaʻō, avait hérité du royaume, son neveu Kamehameha reçut un poste religieux, ainsi que le district de la vallée de Waipiʻo. Lorsqu'un groupe de chefs du district de Kona, comprenant ses frères et oncles, Keawe-a-Heulu (en), les jumeaux Kamanawa (en) et Kameʻeiamoku (en), et Keeaumoku Pāpaiahiahi (en), a proposé de soutenir Kamehameha au lieu de Kiwalaʻo, il a accepté avec empressement, revenant de sa résidence à Kohala (en).
Le demi-frère de Kīwala'ō, Keōua Kūʻahuʻula, n'avait plus de territoire de son défunt père. Il est entré en colère, abattant des cocotiers sacrés appartenant à Kamehameha (considéré comme une grande insulte) et tuant certains des hommes de Kamehameha. Leurs corps ont été offerts en sacrifice à Kīwala'ō, qui les a acceptés, et Kamehameha a estimé qu'il devait répondre au défi lancé à son honneur.

## Bataille
Le champ de bataille était situé juste au sud de la baie de Kealakekua, près de la communauté actuelle appelée Keʻei, sur la baie maintenant appelée Mokuʻakae (ce qui pourrait être une faute d'orthographe de Mokuʻōhai), au sud de la pointe de Palemano. Le nom signifie "bosquet d'arbres ʻōhai". L'arbre, Sesbania tomentosa, est maintenant en voie de disparition et ne pousse plus dans la région, de sorte que le site n'est connu que de l'histoire orale.
Alors que les tensions montaient, les femmes et les enfants des deux côtés ont afflué dans le "lieu de refuge", Puʻuhonua o Hōnaunau. Kameʻeiamoku a été le premier chef blessé, mais lorsque Kīwalaʻō s'est approché, Kamanawa est venu à son aide. Ensuite, Kīwala'ō a été renversé par une pierre de fronde, et Kame'eiamoku, blessé, a pu lui trancher la gorge avec un poignard en dents de requin. C'est au cours de cette bataille que le célèbre manteau de plumes rouges de Kīwala'ō (maintenant au Bishop Museum) a été capturé par Kamehameha le Grand.

## Conséquences
Keawemauhili (en) (oncle de Kīwalaʻō) a été capturé mais s'est échappé à Hilo, et Keōua Kūʻahuʻula s'est enfui à Kaʻū où il avait des parents. Après la bataille, Kamehameha contrôlait les parties nord et ouest de la grande île, y compris Kona, Kohala et Hāmākua tandis que Keawemauhili contrôlait Hilo et le demi-frère de Kīwalaʻō, Keōua Kūʻahuʻula, contrôlait Kaʻū. Kamehameha a mené plusieurs autres batailles pendant de nombreuses années pour consolider son contrôle. En 1790, le parti de Keōua devait avoir leurs empreintes gelées dans la cendre volcanique, et en 1791 les forces de Kamehameha tuèrent finalement Keōua à Pu'ukoholā Heiau (en).